# Mi-cuit au chocolat
Ne doit pas être confondu avec Moelleux au chocolat ou Fondant au chocolat.

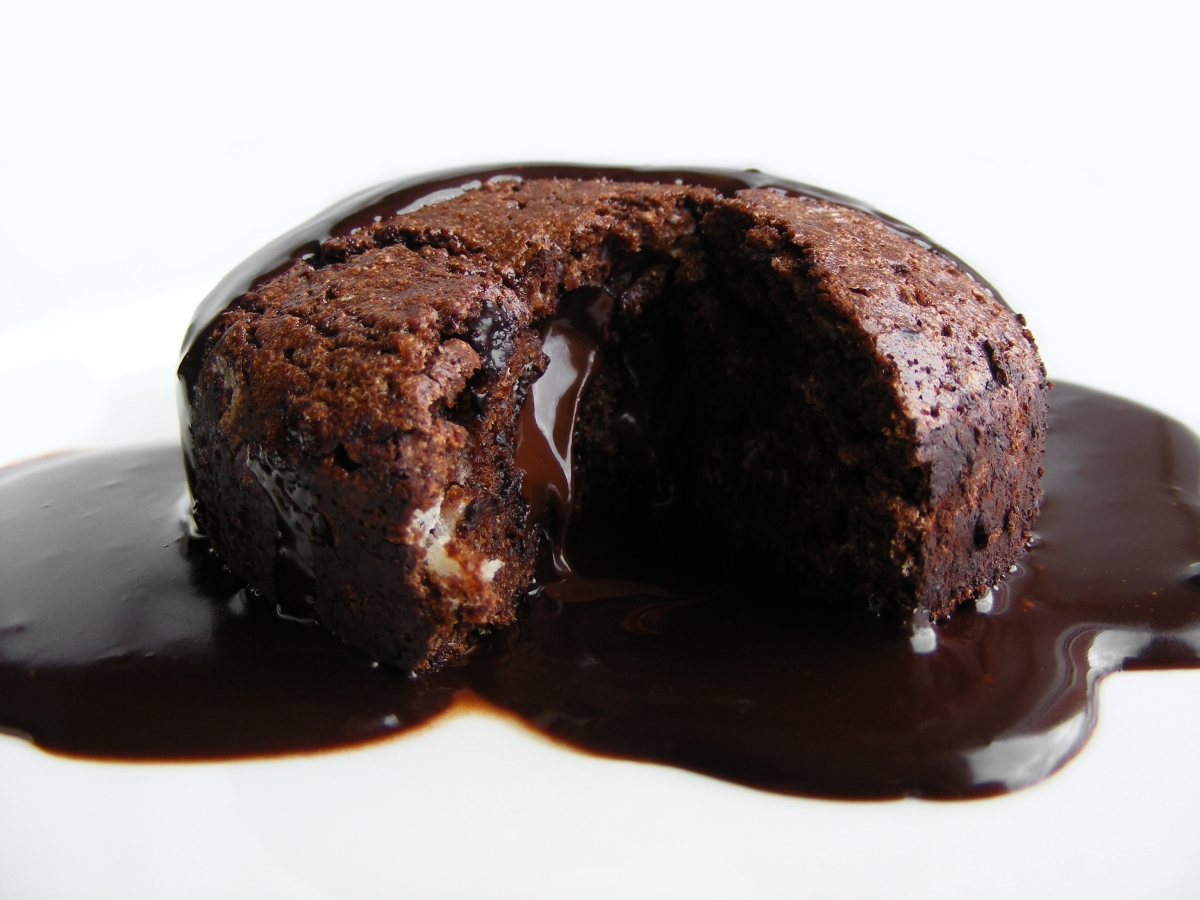
Un coulant au chocolat.

Le mi-cuit au chocolat ou gâteau au cœur coulant est un type de gâteau au chocolat.
Le mi-cuit est réalisé grâce à la cuisson rapide d'un moelleux au chocolat qui assure un cœur coulant et un extérieur cuit.
Michel Bras est le créateur d'une recette de mi-cuit au chocolat, le « biscuit de chocolat coulant, ». L'astuce consiste à insérer de la ganache congelée dans la pâte.

## Ingrédients
Beurre, tablette de chocolat, sucre et œufs.